# Facundo Callioni
Facundo Callioni (9 de outubro de 1985) é um jogador de hoquei sobre grama argentino, campeão olímpico

## Carreira

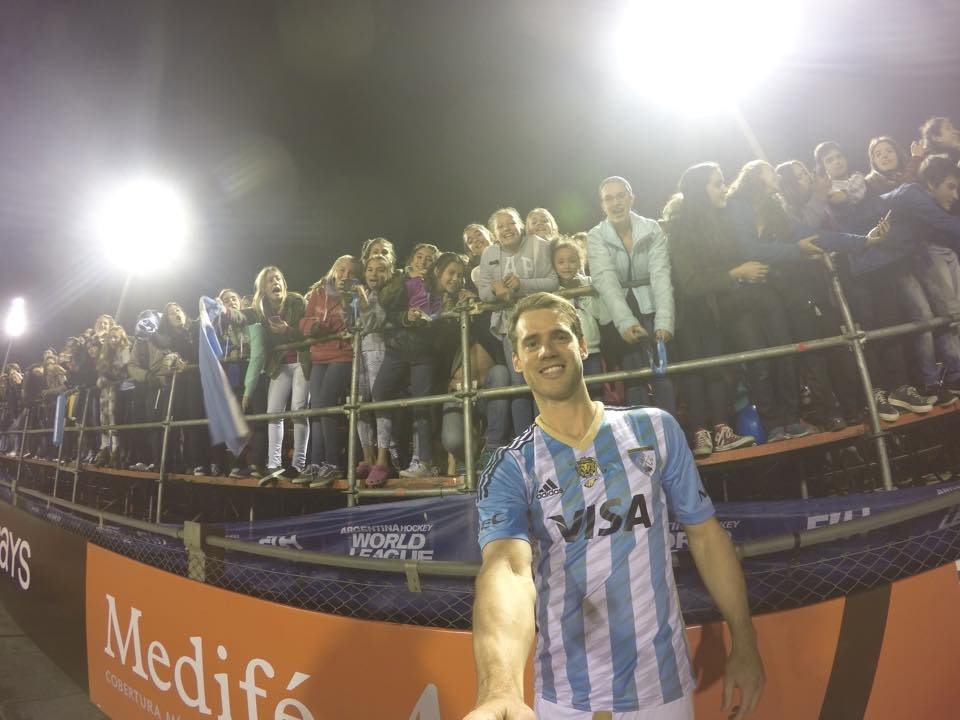
Facundo Callioni #HWL2015 en BsAs

Facundo Callioni integrou o elenco da Seleção Argentina de Hóquei Sobre Grama, nas Olimpíadas de 2012 e 2016. No Rio 2016 sagrou-se campeão olímpico.